# شهرستان جینینگ
شهرستان جینینگ (به لاتین: Jinning District) یک منطقهٔ مسکونی در چین است که در کون‌مینگ واقع شده‌است. شهرستان جینینگ ۱٬۲۳۰٫۸۶ کیلومتر مربع مساحت و ۲۷۰٬۰۰۰ نفر جمعیت دارد.